# Lomilysis
Lomilysis là một chi bướm đêm thuộc họ Noctuidae. Đây là một chi đơn loài. Loài duy nhất thuộc chi Lomilysis discolor, hiện được gọi là Brachylomia discolor.